# Kate Milie
Kate Milie est une  auteure belge francophone. Elle écrit notamment des romans noirs urbains qui mettent en scène l'architecture et les lieux qu'elle aime à Bruxelles. Elle anime aussi régulièrement des balades à Bruxelles sur base de ses livres et des ateliers d'écriture.

## Biographie
Auteure bruxelloise, elle publie son premier roman, Une Belle Époque, consacré à l'Art nouveau, chez l'éditeur Chloé des Lys, en 1999.
Elle est passionnée par le patrimoine et l'architecture, ce qui ressort notamment dans ses polars publiés chez 180° éditions : elle y mêle enquête policière et découverte du patrimoine bruxellois,,.
Après l'art nouveau, elle explore l'Art déco dans un roman policier L'Assassin aime l'Art déco et fait du Palais des Beaux Arts de Bruxelles une scène de crime,.
Son œuvre s'inspire également de peintres, Gustave Klimt dans Une belle époque et Léon Spilliaert dans Le Mystère Spilliaert,.
Dans Bruxelles Love, elle propose des lieux de rendez vous romantiques dans la ville.
En plus de balades littéraires, qui mettent « en valeur le patrimoine bruxellois et ses liens avec des scènes évoquées dans [ses] romans », elle anime également occasionnellement des ateliers d'écriture,,,.

## Œuvres

### Romans
- Une Belle Époque, Chloé des Lys, 1999  (ISBN 978-2-87459-428-1)
- Le mystère Spilliaert, 180° éditions, 2020  (ISBN 978-2-931008-33-1)
- Femme vue de dos, 180° éditions, 2024  (ISBN 978-2-940721-41-2)

### Polars
- L’assassin aime l’Art déco, 180° éditions, 2012  (ISBN 978-2511026113)
- Noire Jonction, 180° éditions, 2013  (ISBN 978-2-930427-30-0)[2]
- Peur sur les boulevards, 180° éditions, 2016  (ISBN 978-2-930427-70-6)
- Midi-minuit à Huy, Collectif, Murmure des soirs, 2017  (ISBN 978-2-930657-39-4)

### Autres
- Trip tram, Bookleg, maelstrÖm, 2014  (ISBN 978-2875051899)
- Muséum, coll. Opuscule #34 , Lamiroy, 2018  (ISBN 978-2-87595-129-8)
- Au bord du canal, Résonances 2, Collectif, J. Flament, 2018  (ISBN 978-2-36336-366-4)
- À nous la rue, in Femmes des années 2020, Collectif, Opuscule Hors-Série #03, Lamiroy, 2018  (ISBN 978-2-87595-157-1)
- Bruxelles Love, 180° éditions, 2019  (ISBN 978-2-931008-08-9)

- avec Hugues Hausman (ill.), Émile Verhaeren : balades dans les pas du poète, Éditions Lamiroy, L'Article n°20  (ISBN 978-2-8759-5673-6)
- Lettres de l'enfer, Éditions Lamiroy, 2021  (ISBN 978-2-87595-597-5)